# Табагуа, Ивлиан Тагуевич
Ивлиан (Ивлян) Тагуевич Табагуа (1906, Гали, Сухумский округ, Кутаисская губерния, Российская империя — ?, Абхазская АССР, Грузинская ССР) — звеньевой колхоза «Ленинис Андердзи» Гальского района Абхазской АССР, Грузинская ССР. Герой Социалистического Труда (21.02.1948).

## Биография
Родился в 1906 году в городе Гали Сухумского округа Кутаисской губернии (ныне — Гальский район Республика Абхазия). Грузин.
С ранних лет приобщился к крестьянскому труду и трудился в сельском хозяйстве до призыва в Красную армию по мобилизации.
Участник Великой Отечественной войны 1941—1945 годов.
После демобилизации Ивлиан Табагуа вернулся на родину и продолжил работать звеньевым полеводческого звена в колхозе «Ленинис Андердзи» («Заветы Ленина») Гальского района. По итогам работы в 1947 году его звено получило урожай кукурузы 75,9 центнера с гектара на площади 3 гектара.
Указом Президиума Верховного Совета СССР от 21 февраля 1948 года за получение высоких урожаев кукурузы и пшеницы в 1947 году Табагуа Ивлиану Тагуевичу присвоено звание Героя Социалистического Труда с вручением ордена Ленина и золотой медали «Серп и Молот».
Этим же Указом званием Героя Социалистического Труда были награждены председатель колхоза «Ленинис Андердзи» Артём Бебтуевич Зантарая, труженики колхоза бригадиры Джото Келович Алфенидзе, Ермолай Павлович Этерия, звеньевые Капитон Константинович Бахтадзе, Мириан Дианозович Дзадзуа, Шалва Чекерович Ратия и Венера Владимировна Чания.
В последующие годы звено Ивлиана Табагуа продолжало получать высокие урожаи кукурузы, табака и зелёного чайного листа.
Проживал в селе Отобая ныне — Гальского района Абхазии. Дата его кончины не установлена.

## Награды
- Золотая медаль «Серп и Молот» (21.02.1948)
- Орден Ленина (21.02.1948)
- Орден Отечественной войны II степени (06.04.1985)[2]
- Медаль «В ознаменование 100-летия со дня рождения Владимира Ильича Ленина» (6 апреля 1970)
- Медаль «За победу над Германией в Великой Отечественной войне 1941—1945 гг.» (9 мая 1945[3])
- Медаль «За доблестный труд»
- Юбилейная медаль «Двадцать лет Победы в Великой Отечественной войне 1941—1945 гг.» (7 мая 1965[4])
- Юбилейная медаль «Тридцать лет Победы в Великой Отечественной войне 1941—1945 гг.»[5]
- Медаль «Сорок лет Победы в Великой Отечественной войне 1941-1945 гг.»[6]
- Медаль «Ветеран труда»
- Медаль «30 лет Советской Армии и Флота»[7]
- Юбилейная медаль «40 лет Вооружённых Сил СССР»[8]
- Юбилейная медаль «50 лет Вооружённых Сил СССР» (26 декабря 1967[9])
- Знак МО СССР «25 лет Победы в Великой Отечественной войне» (24 апреля 1970)

## Память
- На могиле установлен надгробный памятник.
- Его имя увековечено в Главном Храме Вооружённых сил России, и навсегда запечатлено на мемориале «Дорога памяти»